# Sakura iro
サクラ色 - Sakura iro es el quinto sencillo de Angela Aki, publicado el 7 de marzo de 2007 y perteneciente a la época de su segundo álbum, Today. サクラ色 - Sakura iro  la escribió especialmente para su primer concierto en Budokan y se usó como publicidad para las cámaras Sony "Cyber-shot" T-100.
Se puso a la venta una edición con DVD, que incluía el videoclip de Sony サクラ色 - Sakura iro, y el cómo se hizo, además de una actuación en directo de Home.

## Lista de canciones del CD[2]
1.- サクラ色 - Sakura iro
2.- On & On
3.- Power of Music
4.- Home -piano version- (Bonus Track)

## Lista de canciones del DVD
1.- サクラ色 - Sakura iro (videoclip)
2.- Home (En vivo el 2006/10/12 en ZEPP Tokyo)
3.- サクラ色 - Sakura iro (cómo se hizo)

## Posiciones en las listas de Oricon
En su primera semana vendió casi 30.000 copias, y en total, al menos hasta el 18 de junio, vendió  104.505 copias, convirtiéndose así en el sencillo de Angela con mayor éxito comercial hasta el momento. Se vería superado en 2008 por Tegami ～Haikei Jyugo no kimi e～
| Lun | Mar | Mie | Jue | Vie | Sab | Dom | Puesto semanal | Ventas |
| --- | --- | --- | --- | --- | --- | --- | -------------- | ------ |
| -   | 9   | 8   | 8   | 8   | 8   | 8   | 8              | 29,948 |
| 8   | 19  | 15  | 15  | 9   | 9   | 8   | 11             | 16,383 |
| 5   | 15  | 14  | 12  | 9   | 9   | 10  | 11             | 16,552 |
| 9   | 18  | 16  | 15  | 10  | 9   | 9   | 12             | 10,085 |
| 9   | 22  | 17  | 15  | 11  | 14  | 10  | 16             | 8,821  |
| 13  | 25  | 23  | 14  | 19  | 19  | 15  | 17             | 5,526  |
| 14  | 41  | 38  | 33  | 33  | 27  | 30  | 35             | 3,588  |
| 25  | -   | 50  | 50  | 45  | 34  | 33  | 51             | 3,068  |
| 29  | 36  | 39  | 38  | 38  | 34  | 43  | 39             | 3,014  |

Ventas totales: 105,796